# Jengel förlag
Jengel förlag är ett svenskt bokförlag, ursprungligen grundat av Torbjörn Junhov 1992 i Östersund. Utgivningen har mestadels en koppling till Jämtland och Härjedalen, men förlaget öppnade 2025 för manus även från både Småland och Östergötland.
Bland utgivningarna kan bland annat nämnas Hjärnpiller och Hjärngänget av Nisse Simonson, Bo Oscarssons Orlboka, en omfattande ordbok över jämtskan på 520 sidor (samt den reviderade upplagan Oppflidd 2007), Olle Rimfors skidfärd  och Det goda livet i Jämtland och Härjedalen, vilken 2004 vann SM-guld för kokböcker och kom tvåa i VM i samma tävling.
Jengel Förlag AB är en fortsättning av den förlagsverksamhet som Torbjörn Junhov grundade 1992. År 2005 köptes förlaget av Thomas Björklund och Håkan Reinklou, som drev det fram till 2017 då Camilla Olsson och Lise-Lotte Jonsson tog över ägarskapet fram till 2025. Förlaget drivs sedan 2025 av Jenny och Mats Hövre.

## Förlagsnamnet
Ordet jengel är ett jämtskt ord som betyder "styltor", med den överförda betydelsen att komma upp och vidga sina vyer.